# Obchodní dům Prosek
Obchodní dům Prosek je zařízení občanské vybavenosti v Praze na křižovatce ulic Vysočanská a Prosecká. Objekt byl podle projektu architektky Anděly Drašarové postaven mezi roky 1981 a 1983 stavební skupinou JZD Slušovice. Jednopodlažní budova sídlištního typu poskytuje úplný sortiment produktů běžné denní potřeby v celkem jedenácti odděleních. Stavba disponuje skladovacími prostory o téměř totožné rozloze jakou činí prodejní plocha (2000 metrů čtverečních) a parkovištěm pro 120 automobilů. Na části parkoviště plánuje městská část Praha 9 vybudovat parkovací dům s kapacitou 600 míst. Majitelem objektu je společnost Billa a správcem Lukáš Kalina.
Před obchodním domem stávala od roku 1983 betonová fontána od Antonína Stibůrka. Měla podobu kruhového bazénu, ve kterém se nacházela betonová koule složená z velikostně nestejných prstencových částí. Povrch plastiky tvořily keramické tvarovky, totožné s obkladem obchodního domu, které také navrhl Antonín Stibůrek. K odstranění fontány došlo mezi lety 2001 a 2003 při výstavbě stanice metra Prosek.